# Ильябела
Ильябе́ла (порт. Ilhabela) — муниципалитет в Бразилии, входит в штат Сан-Паулу. Является составной частью мезорегиона Вали-ду-Параиба-Паулиста. Входит в экономико-статистический микрорегион Карагуататуба. 
Население муниципалитета, согласно переписи 2022 года, составляло 34 934 человека, плотность населения – 100,85 чел./км².
Площадь муниципалитета составляет  346,389 км². Он занимает 254 место из 645 среди муниципалитетов штата и 3124 из 5570 среди всех муниципалитетов по занимаемой площади. 

## История
Город основан 3 сентября 1805 года. В территориальном делении от 1 июля 1960 года муниципалитет состоит из 3 районов: Ильхабела, Камбакуара и Паранаби

## Экономика
Валовой внутренний продукт на душу населения, на 2021 год, составил 385 605,85 реалов. По сравнению с другими муниципалитетами, он занял 3 место из 645 среди муниципалитетов штата и 14 из 5570 среди всех муниципалитетов. 
Индекс человеческого развития, на 2010 год, составлял 0,756.

## География
Климат местности: субтропический. В соответствии с классификацией Кёппена, климат относится к категории Cwa.